# Tapinopa vara
Tapinopa vara är en spindelart som beskrevs av George Hazelwood Locket 1982. Tapinopa vara ingår i släktet Tapinopa och familjen täckvävarspindlar. Inga underarter finns listade i Catalogue of Life.